# Хелагампура (Грама Ніладхарі)
Грама Ніладхарі Хелагампура (№ W/27G) — Грама Ніладхарі підрозділу ОС Дамана, округ Ампара, Східна провінція, Шрі-Ланка.

## Демографія
| Населення (2007) | Населення (2007) | Населення (2007) | Населення (2007) | Населення (2007) |
| Населення        | Чоловіки         | Жінки            | Діти             | Дорослі          |
| ---------------- | ---------------- | ---------------- | ---------------- | ---------------- |
| 465              | 240              | 225              | 151              | 314              |